# Spoorlijn Magnac-Touvre - Marmande
De spoorlijn Magnac-Touvre - Marmande was een Franse spoorlijn van Magnac-sur-Touvre naar Marmande. De lijn was 194,1 km lang en heeft als lijnnummer 618 000.

## Geschiedenis
De lijn werd in gedeeltes geopend door de Compagnie du chemin de fer de Paris à Orléans, van Bergerac naar Marmande op 15 november 1886, 
van Mussidan naar Bergerac op 27 augustus 1888, van  Ribérac naar Mussidan op 14 april 1890 en van Magnac-Touvre naar Ribérac op 1 juli 1894.
Personenvervoer werd in gedeeltes opgeheven, tussen Eymet en Marmande op 5 december 1938, tussen Magnac-Touvre en Bergerac op 15 mei 1939 en tussen Bergerac en Eymet op 23 mei 1940. Goederenvervoer werd eveneens stapsgewijs opgeheven, tussen Mussidan en Bergerac op 30 september 1942, tussen Magnac-Touvre en Mussidan op 17 december 1951 en tussen Bergerac en Marmande op 1 november 1953. 

## Aansluitingen
In de volgende plaatsen is of was er een aansluiting op de volgende spoorlijnen:
Magnac - Touvre
RFN 610 000, spoorlijn tussen Limoges-Bénédictins en Angoulême
Ribérac
RFN 619 000, spoorlijn tussen Ribérac en Parcoul-Médillac
RFN 620 000, spoorlijn tussen La Cave en Ribérac
Mussidan
RFN 621 000, spoorlijn tussen Coutras en Tulle
Bergerac
RFN 629 000, spoorlijn tussen Libourne en Le Buisson
Falgueyrat
RFN 635 000, spoorlijn tussen Villeneuve-sur-Lot en Falgueyrat
La Sauvetat-du-Dropt
RFN 637 000, spoorlijn tussen Bordeaux-Bénauge en La Sauvetat-du-Dropt
Marmande
RFN 640 000, spoorlijn tussen Bordeaux-Saint-Jean en Sète-Ville
RFN 642 000, spoorlijn tussen Marmande en Mont-de-Marsan

## Galerij

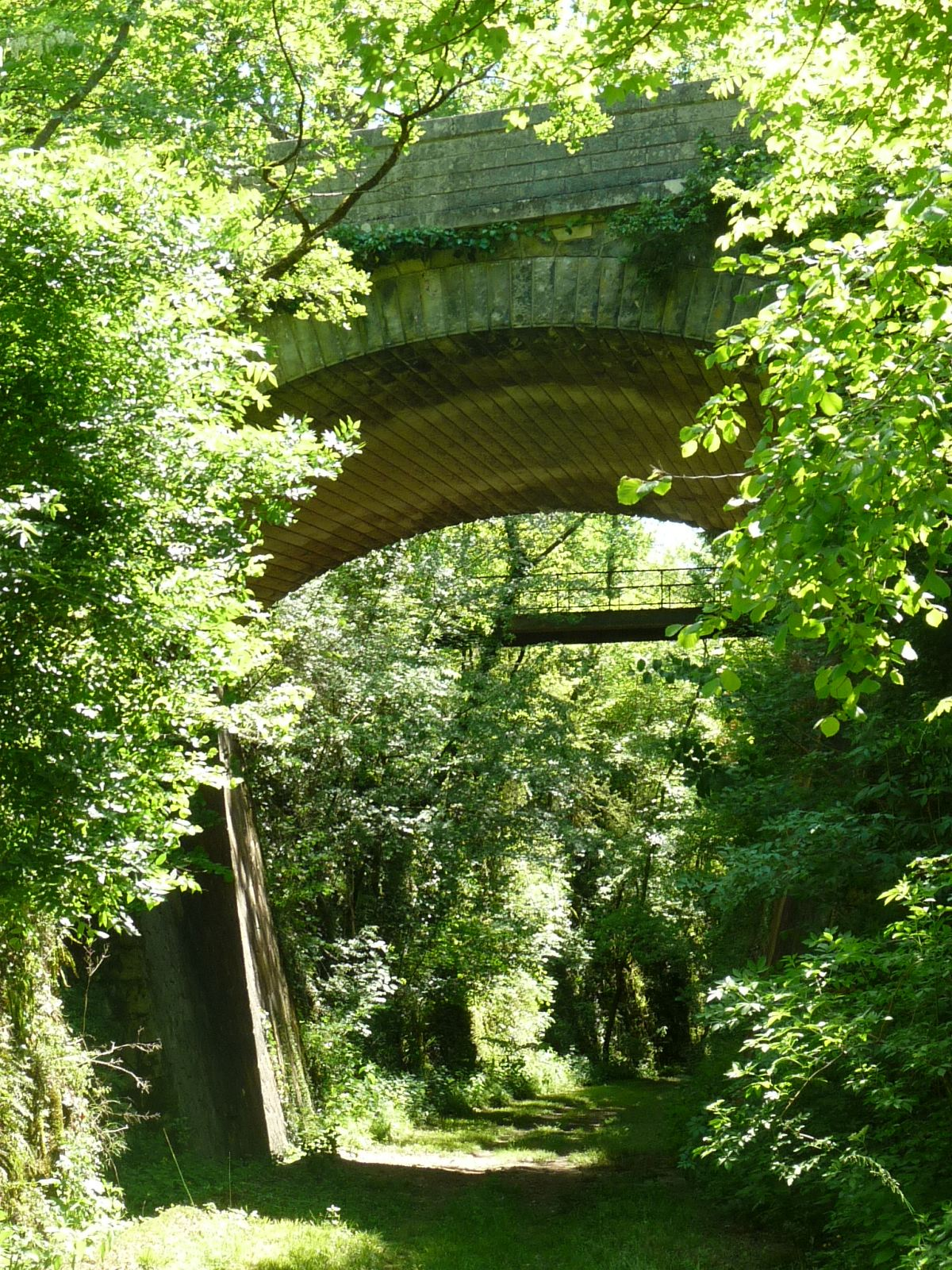
Het tracé bij Edon.
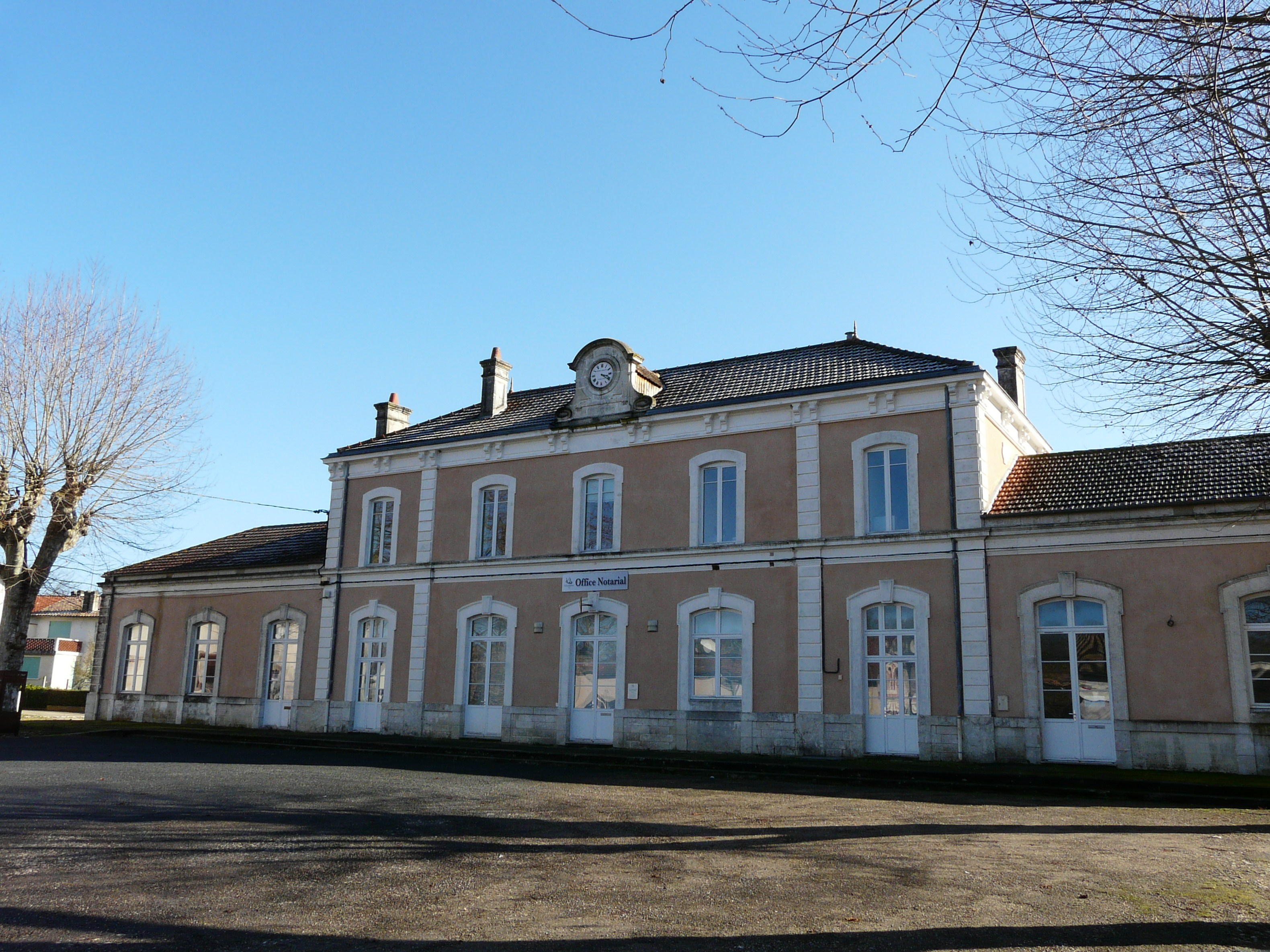
Station Eymet.
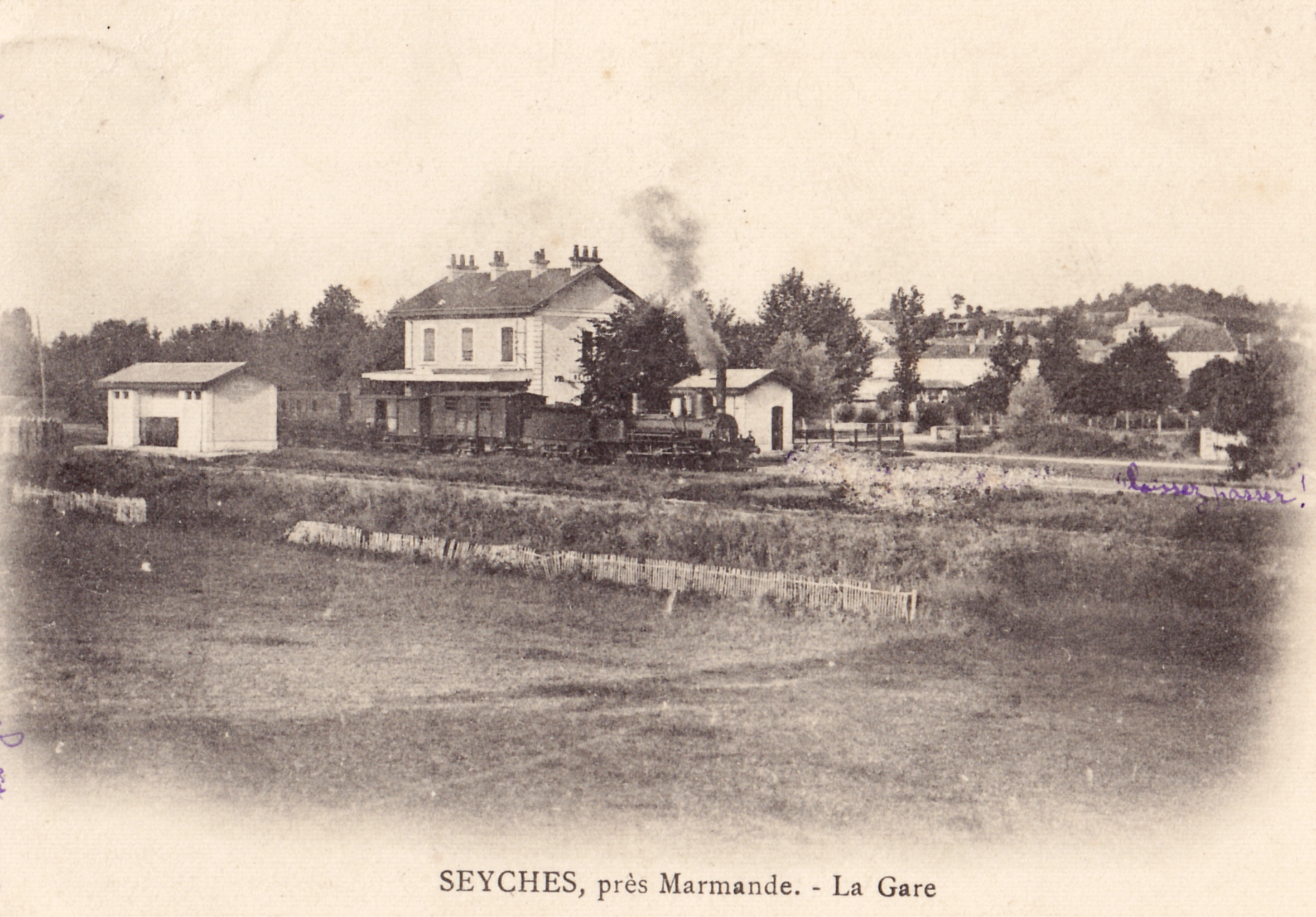
Station Seyches rond 1900.